# Carnaval de Barcelona
El Carnaval de Barcelona és una seqüència de diades que abasta tota una setmana. Dijous Gras és una jornada marcada per la gastronomia: és quan es fan bona part de berenars i àpats populars. El divendres de carnaval és el dia natural de l'arribo del Rei Carnestoltes, tot i que a Barcelona es fa el cap de setmana. El dissabte es fan les rues a la ciutat, sobretot als barris. La desfilada del Rei Carnestoltes, la taronjada i el gran sarau es fan el diumenge a la tarda. El actes es reprenen el Dimecres de Cendra amb l'enterrament de la sardina i els darrers berenars populars.
El carnaval barceloní del segle XXI és sobretot participatiu i porta implícit un grau de transgressió i, per tant, constitueix un exercici espontani de llibertat individual i col·lectiva. Del calendari de festes dels barris de Barcelona, el carnaval és una de les que gaudeix de més implicació de la gent.

## Motiu
Les festes de carnaval arrenquen de l'època romana, concretament de les festes d'inversió i transgressió de les Saturnals, Lupercals i Matronals. Durant l'edat mitjana el cristianisme canvia el sentit d'adoració als déus clàssics per un període de saraus i desordre abans de quaresma. Si la Setmana Santa i els dies que la precedeixen són l'època de l'abstinència i el sacrifici, el carnaval esdevé una representació de la sàtira adreçada a l'autoritat i de trencament de la monotonia de la vida quotidiana, a través de l'excés, l'esbojarrament i el desafiament a les prohibicions. Les disfresses i les màscares, doncs, són un símbol del camuflatge i un mitjà per a deixar de ser un mateix i actuar arrauxadament. En el cus de la història, el poder ha fet intents d'eliminar aquesta festa; el més recent, durant la dictadura franquista.

## Orígens
La primera referència documentada que hi ha de la celebració del carnaval a Barcelona és una disposició del Consell de Cent del 1333 que prohibia el llançament de taronges i regulava l'ús de màscares en determinats àmbits. Originàriament, les celebracions de carnaval eren molt llargues –es començava a celebrar per Tots Sants–, disbauxades i transgressores.
Amb la voluntat d'assimilar aquesta festa popular descontrolada, a partir del segle xvi els poders públics van començar a assumir-ne l'organització. De mica en mica, la festa es va anar perfilant tal com l'entenem avui dia, amb un seguit d'actes fixos que conformen la celebració, com ara l'arribo, els balls de màscares i l'enterro de la sardina.
Al segle xix va anar creixent el gust per les disfresses, que anaven lligades a la moda del moment. En aquesta època la literatura satírica també va viure un dels moments de màxim apogeu a través de la publicació de bàndols, proclames, testaments i notes a la premsa. Durant els anys de la dictadura franquista no es va fer cap celebració oficial del Carnaval a la ciutat i no es va recuperar fins al 1980.

## Actes destacats
- L'arribo. El Dijous Gras es caracteritza a Barcelona per l'arribo del Rei Carnestoltes, que actua com a fil conductor de totes les convocatòries festives del carnaval d'abast de ciutat. Tradicionalment, l'entrada del Rei s'escenifica en un espai emblemàtic de la ciutat, el passeig del Born. Amb la presència del rei comencen els primers saraus i balls de màscares.[1]
- La rua. La imaginació i la creativitat es deixen veure en les rues de carnaval barcelonines, que normalment s'organitzen el dissabte a la tarda. Se n'hi fan diverses, fruit de la iniciativa ciutadana i la vitalitat dels barris i del sector associatiu. Habitualment, són presidides per algun dels set ambaixadors del Rei Carnestoltes, que representen les viles històriques de la ciutat.[1]
- La desfilada del Rei Carnestoltes i la taronjada. El diumenge a la tarda té lloc el gran sarau amb la desfilada del Rei Carnestoltes acompanyat dels seus ambaixadors. En acabar la rua es fa al passeig de Picasso la taronjada, una batalla festiva amb globus i confeti que recorda les celebracions medievals del carnaval a Barcelona.[1]
- L'enterro. El Dimecres de Cendra, ja en plena quaresma, se celebra el darrer acte del carnaval: l'enterro del Carnestoltes. Conegut també com l'enterro de la sardina, s'organitza un seguici fúnebre satíric en un espai emblemàtic de la ciutat. Aquest acte serveix perquè el Rei Carnestoltes s'acomiadi fins a l'any vinent i es donen per acabats els dies de disbauxa.[1]